# Buteogallus aequinoctialis
La poiana dei granchi (Buteogallus aequinoctialis (J.F.Gmelin, 1788)) è un uccello rapace della famiglia degli Accipitridi.

## Descrizione
È un rapace di media taglia, lungo 42–47 cm, con un'apertura alare di 90–106 cm.

## Biologia
Si nutre prevalentemente, se non esclusivamente, di granchi (p.es Ulcides cordatus, Callinectes bocourti).

## Distribuzione e habitat
La specie è diffusa lungo la costa orientale del Sud America, dal delta dell'Orinoco, in Venezuela, attraverso Guyana, Suriname e Guyana francese, sino al sud del Brasile.
Il suo habitat tipico sono le mangrovie.

## Conservazione
La IUCN Red List classifica Buteogallus aequinoctialis come specie prossima alla minaccia di estinzione (Near Threatened).